# Ориндж (окръг, Флорида)
Вижте пояснителната страница за други значения на Ориндж.
Окръг Ориндж (на английски: Orange County) е окръг в щата Флорида, Съединени американски щати. Площта му е 2600 km², а населението - 1 066 113 души. Административен център е град Орландо.